# 阿托马约尔省
阿托马约尔省（西班牙語：Provincia de Hato Mayor，西班牙語發音：[ˈato maˈʝoɾ]）是多明尼加共和國東北部的一個省。阿托马约尔一詞意指“寬廣的畜牧地”。目前，下轄3個自治市鎮（municipio），以及4個自治市政區（Municipal district），首府在阿托马约尔。

## 概述
阿托马约尔省在1984年與埃尔塞沃省分離。

## 行政區
| 市鎮名稱         | 總人口 | 都市人口 |
| ---------------- | ------ | -------- |
| El Valle         | 25,986 | 17,598   |
| 阿托马约尔       | 98,017 | 85,984   |
| Sabana de la Mar | 61,102 | 57,980   |